# Taifunul Tip

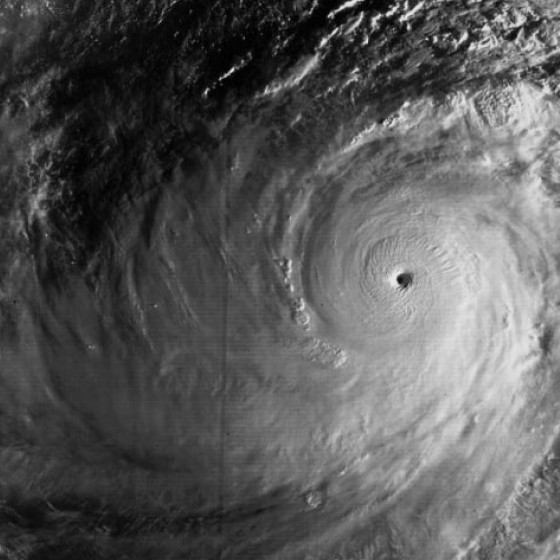
Taifunul Tip văzut la intensitatea sa maximă pe data de 12 octombrie 1979

Taifunul Tip a fost cel mai mare și cel mai intens ciclon tropical înregistrat vreodată.

## Date generale
Taifunul Tip a fost cel mai mare ciclon tropical înregistrat vreodată, cu un diametru de 2.220 km, aproape dublu față de precedentul record de 1.130 km stabilit de taifunul Marge, în august 1951. În cel mai mare punct al său, Tip a avut ca mărime jumătate din suprafața Statelor Unite. La intensitatea sa maximă, temperatura din interiorul ochiului taifunului Tip a fost de 30 °C și a fost descrisă ca fiind deosebit de ridicată. Cu 10 minute de vânturi susținute de 260 km/h, taifunul Tip este cel mai puternic ciclon din lista completă de cicloane tropicale ale Agenției de Meteorologie Japoneze.
Taifunul a fost, de asemenea, ciclonul tropical cu cea mai joasă presiune, având 870 mbar, cu 6 mbar mai puțin decât recordul precedent stabilit de Super Taifunul June în iunie 1975. Acest record încă mai rezistă.